# Rio Tweed
O rio Tweed é um rio de 97 milhas (156 km) de comprimento que flui para leste através da região fronteiriça na Escócia e norte da Inglaterra. O pano de Tweed deriva seu nome de sua associação com o rio Tweed. O Tweed é um dos grandes rios de salmão da Grã-Bretanha e o único rio na Inglaterra onde uma licença de vara da Agência Ambiental não é necessária para a pesca. O rio gera uma grande renda para a região de fronteiras locais, atraindo pescadores de todo o mundo.

## Etimologia
Tweed pode representar um nome britânico antigo que significa "fronteira".  Uma proposta duvidosa é que o nome é derivado de uma forma não-celta da raiz indo-europeia *teuha- que significa "inchar, crescer poderoso".

## Curso
O rio Tweed flui principalmente através da pitoresca região de Borders, na Escócia. A leste dos assentamentos em margens opostas de Birgham e Carham, forma a fronteira histórica entre a Escócia e a Inglaterra.
Nasce nas Colinas Lowther no Poço de Tweed, perto de onde também sobe o Clyde, drenando a noroeste (10 quilômetros (6,2 milhas) do Poço de Tweed), e o Annan drenando ao sul (1,9 quilômetros (1,2 milhas) do Poço de Tweed). "Annan, Tweed e Clyde sobem na encosta ae" é um ditado da região fronteiriça. A leste de Kelso, torna-se uma seção da parte oriental da fronteira. Entrando na Inglaterra, seus alcances mais baixos estão em Northumberland, onde entra no Mar do Norte em Berwick-upon-Tweed.

## Gestão
Apesar de a bacia hidrográfica atravessar a fronteira entre a Escócia e a Inglaterra, a sua gestão – em termos de qualidade da água, biossegurança e, em última análise, proteção do salmão do rio Tweed – é supervisionada por um único organismo, a Comissão do Rio Tweed.